# Vondelpark Openluchttheater

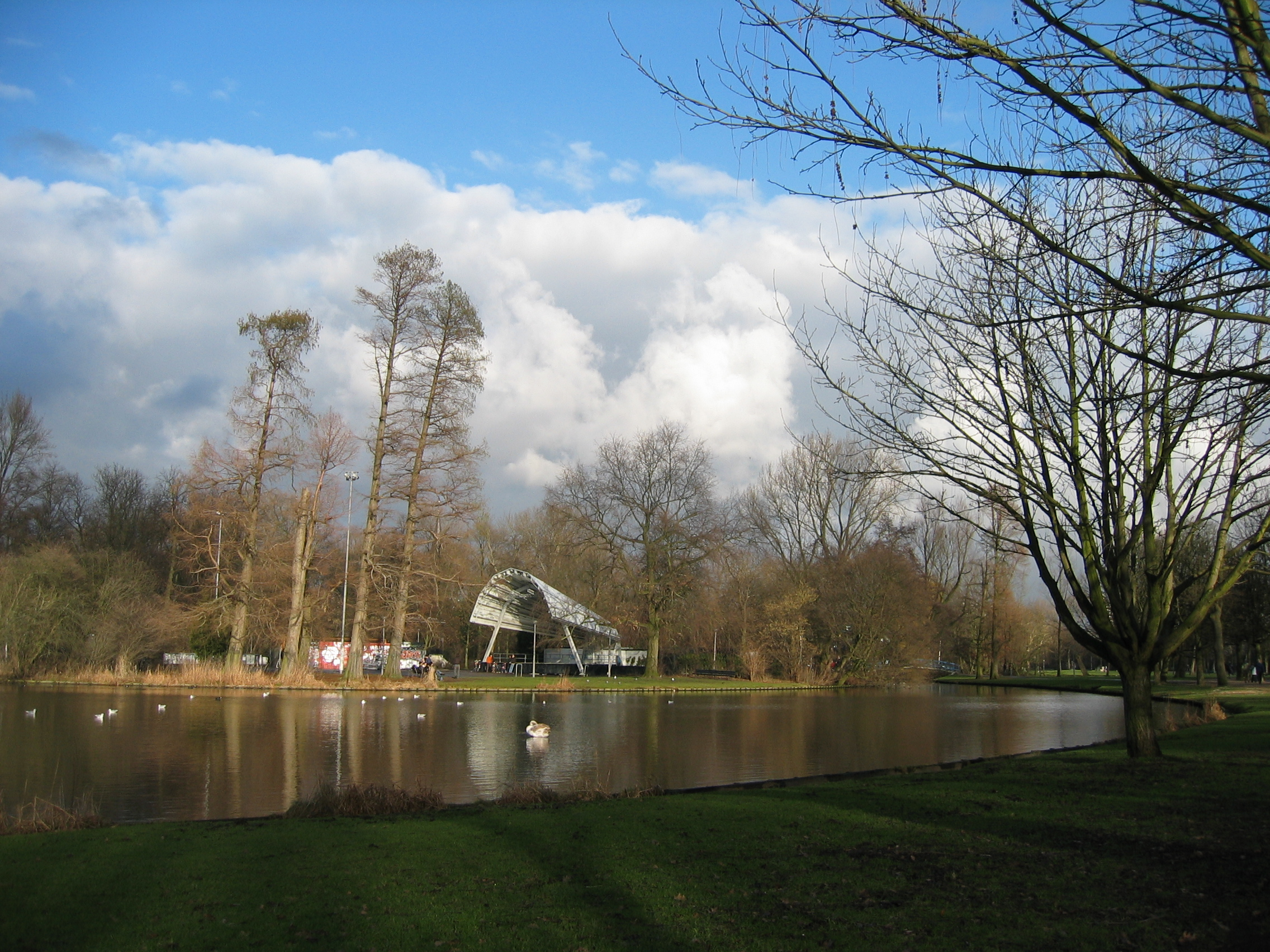
Vondelpark Openluchttheater in 2004

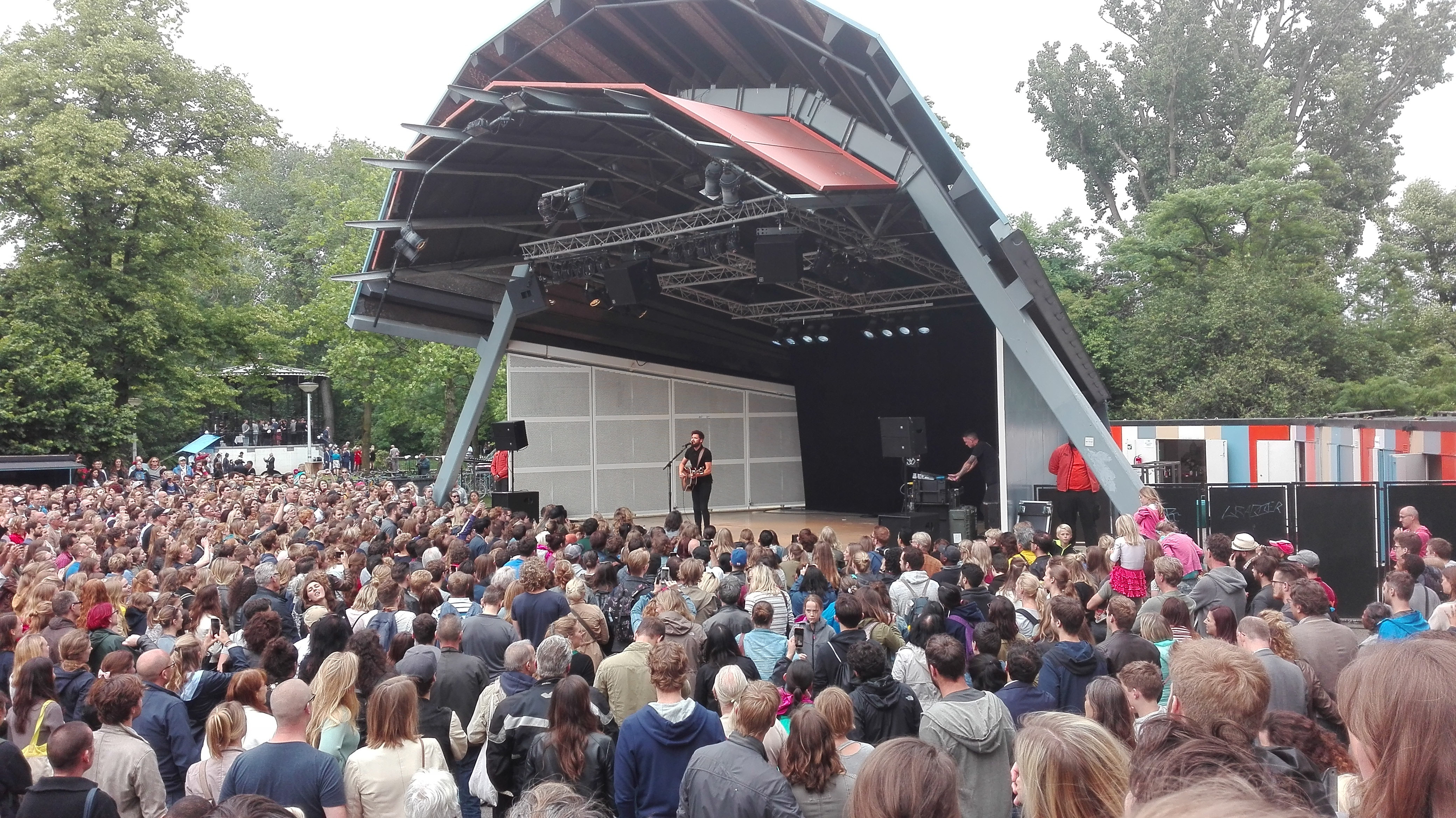
Vondelpark Openluchttheater tijdens een concert van Passenger in 2016

Het Vondelpark Openluchttheater in Amsterdam organiseert sinds 1974 iedere zomer concerten en optredens door amateurs en professionele uitvoerenden op het gebied van cabaret, dans, kindervoorstellingen en muziek in het hart van het Vondelpark. De voorstellingen zijn gratis toegankelijk, wel wordt een vrije gift gevraagd.
Elk weekend in de maanden juni, juli en augustus zijn er op vrijdagavond dans, op zaterdagmiddag jeugdvoorstellingen en jazz optredens, op zaterdagavond cabaret. De zondag is de dag van de muziek, variërend van onder andere pop, rock, tot Nederlandstalige-, wereld- en klassieke muziek
Elke Openluchttheaterdag bestaat uit een hoofdprogramma van professionele artiesten en gezelschappen voorafgegaan door een voorprogramma van jong en nieuw talent. Jonge dansers, (klassieke) musici, cabaretiers en muzikanten krijgen 'In de Voorhoede' de ruimte om zich te introduceren aan het publiek.